# Liste der Bodendenkmäler in Röllbach
Auf dieser Seite sind die Bodendenkmäler in der unterfränkischen Gemeinde Röllbach zusammengestellt. Diese Tabelle ist eine Teilliste der Liste der Bodendenkmäler in Bayern. Grundlage ist die Bayerische Denkmalliste, die auf Basis des Bayerischen Denkmalschutzgesetzes vom 1. Oktober 1973 erstmals erstellt wurde und seither durch das Bayerische Landesamt für Denkmalpflege geführt wird. Die folgenden Angaben ersetzen nicht die rechtsverbindliche Auskunft der Denkmalschutzbehörde.

## Bodendenkmäler der Gemeinde Röllbach

### Bodendenkmäler in der Gemarkung Röllbach
| Lage                | Objekt | Akten-Nr.     | Bild |
| ------------------- | --- | ------------- | ---- |
| Röllbach (Standort) | Begräbnisplatz mit Bestattungen der Hallstattzeit in Grabhügeln. | D-6-6221-0063 |      |
| Röllbach (Standort) | Bestattungsplatz mit Grabhügeln vorgeschichtlicher Zeitstellung. | D-6-6221-0064 |      |
| Röllbach (Standort) | Bestattungsplatz mit Grabhügel vorgeschichtlicher Zeitstellung. | D-6-6221-0065 |      |
| Röllbach (Standort) | Bestattungsplatz mit Grabhügel vorgeschichtlicher Zeitstellung. | D-6-6221-0066 |      |
| Röllbach (Standort) | Ringwall Langer Berg: Abschnittsbefestigung und Ringwall vor- und frühgeschichtlicher Zeitstellung.                                                                                             | D-6-6221-0067 |      |
| Röllbach (Standort) | Archäologische Befunde im Bereich der neuzeitlichen Katholischen Pfarrkirche St. Petrus und Paulus von Röllbach, ihrer mittelalterlichen Vorgängerbauten einschließlich umfriedetem Kirchhof.   | D-6-6221-0173 |      |
| Röllbach (Standort) | Archäologische Befunde im Bereich der mittelalterlichen und frühneuzeitlichen Katholischen Wallfahrtskirche Maria Schnee in Röllbach einschließlich ummauertem Kirchhof mit Körperbestattungen. | D-6-6221-0174 |      |